# NGC 5183
NGC 5183 ist eine 12,7 mag helle Spiralgalaxie mit aktivem Galaxienkern vom Hubble-Typ „Sb“ im Sternbild Jungfrau  nördlich der Ekliptik. Sie ist schätzungsweise 189 Millionen Lichtjahre von der Milchstraße entfernt und hat einen Durchmesser von etwa 105.000 Lj.
Im selben Himmelsareal befinden sich u. a. die Galaxien NGC 5192, NGC 5196, NGC 5197, NGC 5202.
Das Objekt wurde am 11. April 1787 von Wilhelm Herschel
mit einem 18,7-Zoll-Spiegelteleskop entdeckt, der sie dabei mit „Two. The preceding F, pS, iF. The following pB, pL, iF, bM“ beschrieb. Die zweite genannte Galaxie ist NGC 5184.